# Charey
Charey é uma comuna francesa na região administrativa de Grande Leste, no departamento de Meurthe-et-Moselle. Estende-se por uma área de 9,31 km². Em 2010 a comuna tinha 89 habitantes (densidade: 9,6 hab./km²).